# Кнежевич, Боян (футболист, 1997)
Боян Кнежевич (хорв. Bojan Knežević; 28 января 1997, Бьеловар, Хорватия) — хорватский футболист, полузащитник клуба «Динамо» из Загреба.

## Карьера

### Клубная карьера
Боян начал заниматься футболом в клубе «Бьеловар», в 2010 году он перешёл в загребское «Динамо».
10 мая 2014 года он провёл дебютную игру в чемпионате Хорватии, выйдя на замену в матче с «Истра 1961».
Начиная с сезона 2015/16, Кнежевич стал привлекаться к играм второй команды загребцев, и 2 сентября 2015 отметился первым забитым мячом. 16 августа 2016 года Кнежевич дебютировал в еврокубках, выйдя на замену во встрече квалификационного раунда Лиги чемпионов против австрийского «Ред Булла».

### В сборной
Кнежевич принимал участие в финальной части юношеского чемпионата мира в ОАЭ. На турнире полузащитник провёл два матча.
В июле 2016 года Боян принимал участие в играх финальной стадии юношеского Чемпионата Европы. Хорватская сборная неудачно выступила, проиграв во всех трёх матчах.

## Достижения
Динамо (Загреб)
- Чемпион Хорватии (2): 2013/14, 2015/16
- Обладатель Кубка Хорватии (1): 2015/16